# Панкратова, Анна Михайловна
А́нна Миха́йловна Панкра́това (1897—1957) — советский историк, партийный и общественный деятель. Академик АН СССР (23.10.1953, член-корреспондент с 28.1.1939), АН БССР (1940), АПН РСФСР (1944). Член-корреспондент Германской АН в Берлине и Академии Румынской Народной Республики, почётный член Венгерской Академии наук.
Член РКП(б) с 1919 года, член ЦК КПСС (1952—1957, избиралась на XIX и XX съездах). Депутат ВС СССР 4 созыва, член Президиума Верховного Совета СССР.

## Биография
Родилась 4 (16 февраля) 1897 года в Одессе (ныне Украина) в семье рабочего.
Окончила исторический факультет Одесского (Новороссийского) университета (1917). В годы Гражданской войны (1918—1920) участвовала в партизанском движении в Одесской губернии. С марта 1917 по 1918 примыкала к одесской группе левых эсеров.
В 1920—1921 годах на партийной работе на Украине и Урале. Окончила Институт красной профессуры, где училась в 1922—1925 годах. В 1926—1930 преподавала в АКВ имени Н. К. Крупской, Комвузе имени Я. М. Свердлова, ВПА имени В. И. Ленина, в МГУ имени М. В. Ломоносова и СГУ имени Н. Г. Чернышевского, МГПИ имени В. И. Ленина, АОН наук при ЦК КПСС.
В 1930-х годах поддерживала связи с историками С. Д. Асфендияровым, М. П. Вяткиным. С 1939 года работала в Институте истории АН СССР.

Могила Панкратовой на Новодевичьем кладбище

В годы Великой Отечественной войны вместе с группой специалистов Института истории была эвакуирована в Алма-Ату. Фактически под её руководством группа видных учёных-историков из Москвы, Ленинграда и Алма-Аты приступила к написанию «Истории Казахской ССР». Это был первый в советской исторической науке опыт обобщения истории в масштабе союзной республики с древнейших времён по первые годы Великой Отечественной войны.
В 1953—1957 годах — главный редактор журнала «Вопросы истории». Панкратова и её заместитель Э. Н. Бурджалов стремились последовательно проводить линию на десталинизацию советской исторической науки. Панкратова организовывала дискуссии по проблемам истории. Важной задачей журнала считала пересмотр многих положений подготовленного под руководством И. В. Сталина учебника «Краткий курс истории ВКП(б)». Партийные органы расценили редакционную политику Панкратовой как излишне радикальную, в постановлении ЦК КПСС от 9 марта 1957 «О журнале „Вопросы истории“» ей были предъявлены обвинения в либерализме и буржуазном объективизме, фактически она была отстранена от должности главного редактора. Собственные произведения Панкратовой идеологических нареканий почти никогда не вызывали.
Скончалась от сердечного приступа 25 мая 1957 года. Похоронена в Москве на Новодевичьем кладбище (участок № 1).

### Семья
Муж — историк Григорий Яковлевич Яковин (настоящая фамилия Мительман, 1899—1938), исключён из ВКП(б) по требованию жены в 1927 году, арестован в 1928 году по обвинению в троцкизме, после десяти лет заключения расстрелян. Дочь — историк и социолог Майя Григорьевна Панкратова (1925—1999), зять — социолог Юрик Вартанович Арутюнян, впоследствии член-корреспондент РАН.

## Научная деятельность
Автор около 200 научных работ по истории рабочего класса, революционного движения, руководитель многотомных документальных публикаций по рабочему классу, революции 1905—1907 годов. Её труд по рабочему контролю в революционной России длительное время был основным источником для западных исследователей. Также изучала историю русского рабочего движения и историю советского общества, историю западноевропейского пролетариата.
Участвовала в создании «Истории дипломатии» (Сталинская премия первой степени, 1946). Главный редактор и соавтор учебника по истории СССР для средней школы.
Представляла советскую историческую науку на международных конгрессах историков: в 1933—1934 в Варшаве, в 1953 году в Будапеште, в 1955 году в Риме. Возглавляла Национальный комитет историков СССР (1955—1957), была председателем Ассоциации содействия ООН в СССР.
Некоторые труды Панкратовой были переизданы в 1963 и в 1983 годах.

### Основные работы
- Фабзавкомы России в борьбе за социалистическую фабрику. М., 1923;
- Фабзавкомы и профсоюзы (Россия, Германия, Италия и Франция). 1924;
- Фабзавкомы в германской революции. М., 1924;
- История развития фабрично-заводского представительства. М., 1924;
- Фабзавкомы и профсоюзы в революции 1917 г. М., 1927;
- Политическая борьба в российском профдвижении 1917—1918 гг. М., 1927;
- Очерки истории пролетариата СССР. Пролетариат царской России. М., 1931 (ред. и соавт.)
- Петербургский «Союз борьбы за освобождение рабочего класса». Саратов, 1939 (2-е изд. Саратов, 1940);
- Первая русская революция 1905—1907 гг. М., 1940 (2-е изд., доп. М., 1951);
- История Казахской ССР (с древнейших времён до наших дней) / под ред. М. Абдыкалыкова и А. Панкратовой. Алма-Ата, 1943;
- Основные вопросы истории Казахской ССР (к выходу в свет книги «История Казахской ССР: (с древнейших времён до наших дней)» // Большевик Казахстана. 1943, № 10-12;
- Великий русский народ — выдающаяся нация и руководящая сила Советского Союза. Стенограмма публичной лекции, прочитанной 10 января 1947 года в Конференц-зале Министерства высшего образования СССР. М.: Правда, 1947;
- Развитие капитализма в России и возникновение рабочего движения. М., 1947;
- Великий русский народ. М.: Госполитиздат, 1948 (2-е изд. М., 1952);
- Великое прошлое советского народа. М., 1949;
- Героическое прошлое нашей Родины. Таллин, 1949;
- Союз рабочего класса и крестьянства — незыблемая основа Советского общества. М., 1954;
- Первая буржуазно-демократическая революция в России. М., 1955;
- Формирование пролетариата в России (XVII—XVIII вв.). М., 1963;
- Рабочий класс России: избранные труды. М.,1983.

## Награды и премии

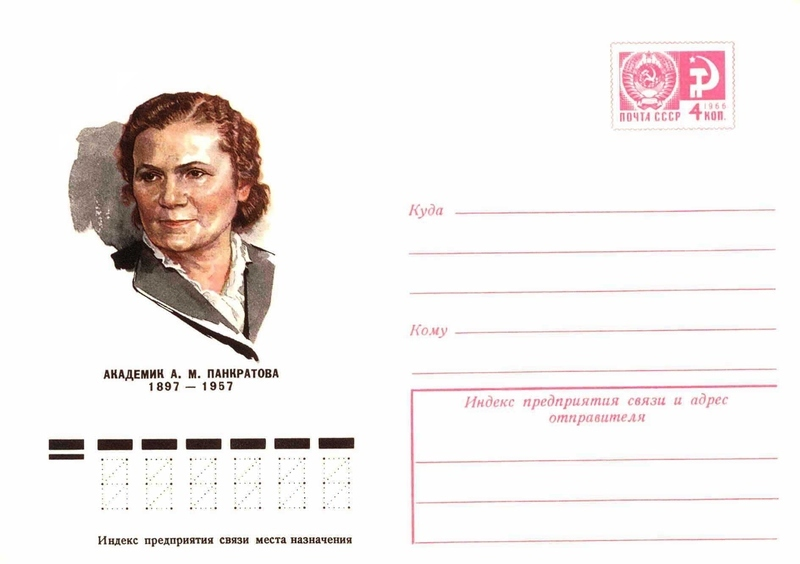
Маркированный конверт с портретом А. М. Панкратовой (1977)

- заслуженный деятель науки РСФСР (18.1.1943)
- заслуженный деятель науки Казахской ССР (1943)
- Сталинская премия первой степени (1946) — за научный труд «История дипломатии» тт. II—III (1945; с соавторами)
- орден Ленина
- два ордена Трудового Красного Знамени
- медали